# Justus Cederquist
Carl Justus Cederquist, född 1 september 1855 i Gryts socken Östergötland och död 2 mars 1938 i Stockholm, var en svensk reproduktionstekniker, litograf, tecknare och fotograf.
Cederquist utbildade sig till litograf i Stockholm på 1870-talet och var verksam som litograf i Paris under 1880-talet. Dar kom han i kontakt med de nya fotomekaniska reproduktionsmetoderna. När han återkom till Stockholm grundade han 1887 en fotografisk anstalt som ombildades till Cederquists Grafiska AB 1909. Cederquist blev banbrytare för de fotografiska reproduktionsmetodernas införande i Sverige. Hans grafiska anstalt utvecklades till landets främsta, fullt jämnvärdig med de främsta utländska anstalterna. Han första större arbete blev reproduktionerna av Adolf Erik Nordenskiölds Facsimile-atlas till kartografiens äldsta historia 1889 och utförde en mängd förnämliga praktverk under årens lopp. Han har utförde även reproduktionsarbete för akademier, museer och lärda samfund och utgav även på eget förlag en del konstvetenskapliga arbeten. Han vidareutbildade sig i etning genom att delta i Axel Tallbergs etsningskurs på Konstakademien 1895-1896. Han drog sig tillbaka från sin firma 1921, då den köptes upp av Sveriges litografiska tryckerier.
Cederquist är representerad med skolplanscher vid Malmö museum och vykort vid Skansen samt vid Uppsala universitetsbibliotek och vid Kungliga biblioteket med bilden Kungsstenarna vid Brömsebro.
Han var son till trädgårdsmästaren Johan Magnus Cederquist och Ulrika Dorothea Wahlberg och från 1883 gift med xylografen Anne-Marie Lindström. De blev föräldrar till Erik Cederquist.